# قائمة دور السينما والمسارح في فلسطين
هذه قائمة بدور السينما والمسارح في دولة فلسطين:
| الاسم                    | النوع           | تاريخ التأسيس | الموقع            |
| ------------------------ | --------------- | ------------- | ----------------- |
| سينما الفريد             | دار سينما ومسرح | 1960          | طولكرم            |
| سينما الأندلس            | دار سينما ومسرح | 1965          | طولكرم            |
| مسرح وسينماتك القصبة     | دار سينما ومسرح | 1985          | القدس، رام الله   |
| سينما جنين               | دار سينما ومسرح | 1987          | جنين              |
| سينما ستي نابلس          | دار سينما ومسرح | 2009          | نابلس             |
| سينما برج فلسطين التجاري | دار سينما       | 2014          | البيرة (رام الله) |
| سينما أيكون مول          | أيكون سينما     | 2025          | رام الله          |